# Katharina Felder (Bildhauerin)
Katharina Maria Felder, auch Maria Katharina Felder (* 15. Januar 1816 in Ellenbogen bei Bezau, Bregenzerwald; † 13. Februar 1848 in Berlin) war eine österreichische Bildhauerin.

## Leben
Katharina Felder war eine Tochter des Bauern Balthasar Felder und dessen Ehefrau Walburga, geb. Bitschnau. Im Alter von 22 Jahren wurde sie von einer Gönnerin entdeckt und gefördert, so dass sie
1838 eine Lehre bei der großherzoglichen Hofmalerin Marie Ellenrieder in Konstanz beginnen konnte. Dort wurde sie vom Zeichnermeister Biedermann und dem Bildhauer Egger unterrichtet. 1839 ging sie mit Marie Ellenrieder nach München und setzte dort bei Professor Josef Schlotthauer, Peter von Cornelius und im Atelier von Ludwig Schwanthaler ihre Ausbildung fort.
Auf Einladung von Susanne Schinkel, die sie in München kennengelernt hatte, kam Katharina Felder nach Berlin und wurde dort dem Hofbildhauer Professor Christian Daniel Rauch vorgestellt. Vermutlich wohnte sie auch eine Zeit lang im Hause Schinkel und konnte somit diverse Kontakte knüpfen. Nicht lange nach ihrer Ankunft in Berlin erhielt sie Aufträge von der Königin Elisabeth.
Nach einer kurzen Reise in ihre Heimat starb sie an Lungenlähmung, als ihr letzter Wohnsitz ist die Königliche Bauschule im Kirchenbuch vermerkt.
Während ihres gesamten Lebens trug Katharina Felder einem Versprechen nach die heimatliche, Bregenzerwälder Frauentracht, eine Juppe aus schwarzem Glanzleinwand; sogar in München und Berlin.

## Schaffen

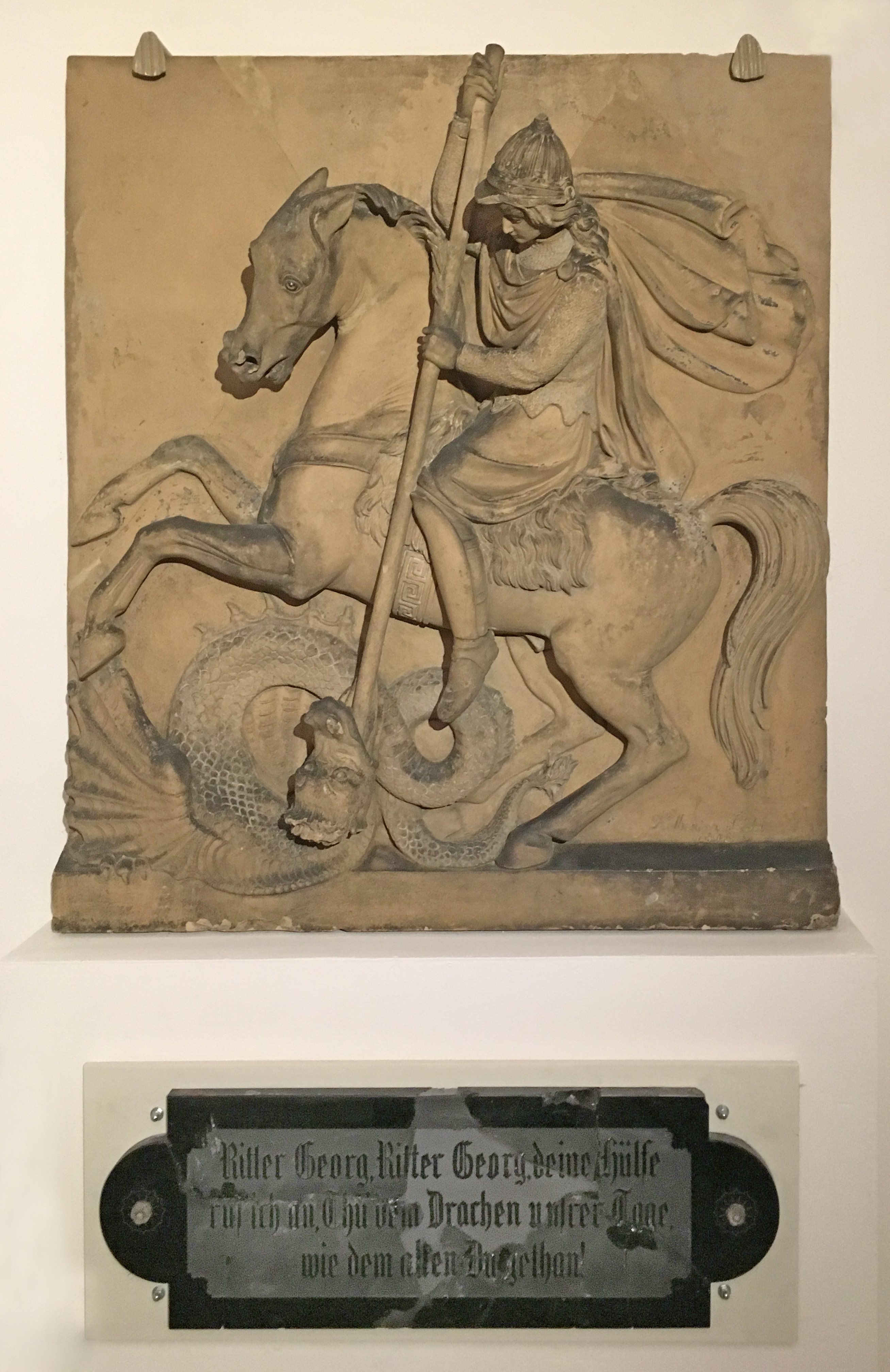
Heiliger Georg in der Eingangshalle der ehemaligen Pallottiner-Kapelle, Koblenz-Ehrenbreitstein

Obwohl nicht viele Werke von Katharina Felder erhalten oder identifizierbar sind, muss sie doch ein bemerkenswertes Talent gehabt haben. Ihre Arbeiten hat sie wohl immer in kurzer Zeit und zur Zufriedenheit ihrer Auftraggeber fertiggestellt.
Mit dem Schnitzen von Kruzifixen hatte sie sich schon während ihrer Schulzeit lieber als mit Sticken beschäftigt. Über diese Kleinkunst lernte sie auch ihre ersten Gönner und Förderer, ein Ehepaar namens Berlocher aus Rorschach, kennen. Von diesen erhielt sie später einen Auftrag, zwei Prozessionsbilder aus Holz zu fertigen.
Für ihre erste Lehrerin, Marie Ellenrieder, fertigte sie die Sandsteingruppe „Glaube, Liebe, Hoffnung“ an. Diese sollte im Konstanzer Münster aufgestellt werden.
Aus ihrer Berliner Zeit ist ein Relief mit dem Heiligen Georg erhalten, das sie 1845 für den Generalfeldmarschall Karl Friedrich von dem Knesebeck schuf. Lange Zeit war dieses Relief in einem Weinberg, unterhalb der Festung Ehrenbreitstein angebracht und durch Hecken verborgen, bis es für die BUGA 2011 freigelegt wurde. Nach Beschädigungen durch einen Mauereinsturz im Winter 2012/2013 und einer anschließenden Bergung und Restauration, befindet sich das Relief seit 2015 in der Eingangshalle der ehemaligen Pallottiner-Kapelle im Koblenzer Ortsteil Ehrenbreitstein.
In der Alten Nationalgalerie in Berlin befinden sich zwei kleine Bauernfiguren aus Gips, die ebenfalls um das Jahr 1845 angefertigt wurden, jedoch konnte ihre Herkunft bis heute nicht eindeutig geklärt werden.

## Werke

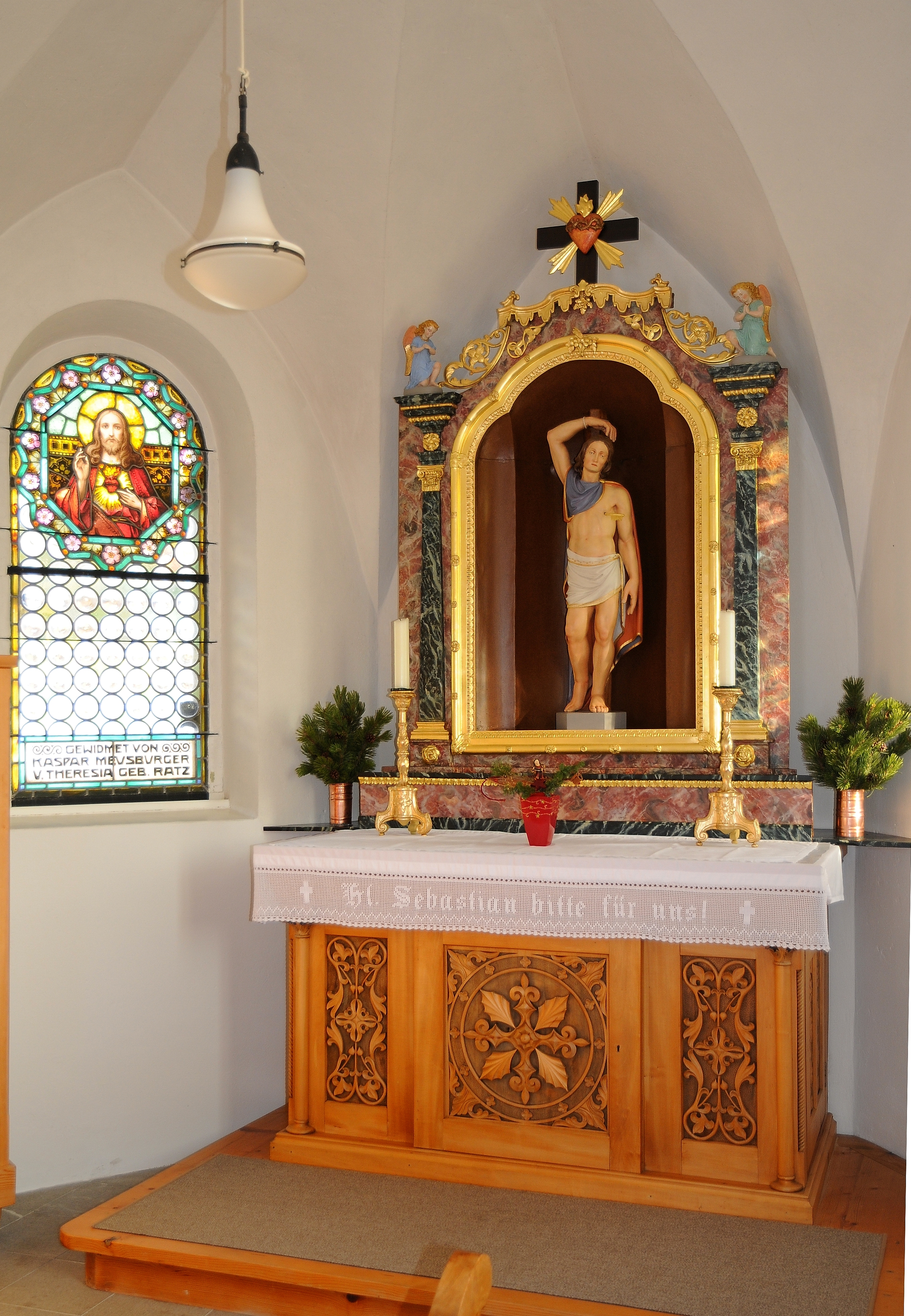
Altar in der Kapelle Sankt Sebastian, Oberbezau mit der Statue des Heiligen Sebastian von Katharina Felder

- Holzstatue des Heiligen Sebastian (Kapelle Sankt Sebastian, Oberbezau)[6][3]
- Relief (Leonhardskapelle, Ellenbogen)[3]
- Gipsrelief Ganymed auf dem Adler Jupiters schwebend (Vorarlberger Landesmuseum, Bregenz)[7][3]
- Sandsteingruppe Glaube, Liebe, Hoffnung (Konstanzer Münster, Konstanz)[7]
- Terracotta-Relief mit Reiterstatue des Heiligen Georg (ca. 1845, jetzt in der Eingangshalle der ehemaligen Pallottiner-Kapelle in Koblenz-Ehrenbreitstein)[3]
- Gipsrelief Madonna beim liegenden Christuskinde knieend (Tiroler Landesmuseum, Innsbruck)[8]
- Zwei Gipsfiguren Bauernkinder (ca. 1845, in der Alten Nationalgalerie, Berlin)[5]